# Khalifa Sankaré
Khalifa Sankaré (Dakar, 15 augustus 1984) is een Sengalese voetballer (verdediger) die anno 2015 voor de Griekse eersteklasser Asteras Tripolis uitkomt.

## Carrière
Sankaré is geboren in Dakar, waar hij zijn carrière begon bij AS Douanes Dakar. In 2003 maakte hij de overstap naar Frankrijk: hij ging spelen voor US Boulogne. Daar kreeg hij echter weinig speelkansen, waarop hij in 2007 bij de Belgische eersteklasser SV Zulte Waregem tekende. Ook daar waren zijn speelminuten eerder beperkt. Het volgende seizoen werd hij uitgeleend aan toenmalig tweedeklasser KV Oostende. Na een passage bij KV Oostende verliet Sankaré België voor Griekenland, waar hij achtereenvolgens voor Olympiakos Volos, Aris FC en Asteras Tripolis uitkwam. In 2013 versierde hij een transfer naar Al-Arabi, maar Sankaré speelde slechts twee wedstrijden voor de club uit Koeweit. Sinds 2014 speelt hij weer voor Asteras Tripolis. 